# TI-Nspireシリーズ
TI-Nspire（ティーアインスパイア[ˈtiːˈaɪnˌspaɪər]）シリーズはテキサス・インスツルメンツが開発したグラフ電卓である。
2007年に最初のTI-NspireとTI-Nspire CASが発売された。 
2010年にタッチパッドを搭載し、キーボードを大幅に変更した TI-Nspire with Touchpad と TI-Nspire CAS with Touchpad が発売された。TI-Nspire ソフトウェア（PC上の公式エミュレータ）が付属し、オプションで充電式バッテリーが使える。
2011年にはカラー液晶と充電式バッテリーを搭載して薄くなった最新機種 TI-Nspire CX / CX CAS が発売されている。
基本的にこのシリーズのどの機種も数式処理システム (CAS) を搭載した機種と搭載していない機種が販売されている。
またTI-Nspire ソフトウェアはWindowsおよびmacOS対応のものが単体でも販売されている（実機と同様にCASなしとCASありがある）。

## ハンドヘルド
実機の電卓をハンドヘルドと称する。TI-Nspire ソフトウェア（エミュレータ）に対する言葉である。
TI-Nspireシリーズは今までのテキサス・インスツルメンツ（TI）社の電卓と完全に異なったものである。TI社は新規ユーザーのためにより親しみやすい電卓を求めていたので、TI-Nspireは通常の電卓よりもPCのそれに似ているユーザーインターフェースを使っている。TI-NspireはPCに近い方法でドキュメントを扱うことができる。
TI-NspireはTI社の従来グラフ電卓に比べ、ハード面・ソフト面共に大幅に改良が加えられた。新しい液晶画面は高い解像度（320x240ピクセル）を誇り、16段階のグレースケール表示が可能になっている。TI-NspireおよびTI-Nspire CASのCPUはともにTI-NS2006A（ARM926EJ-S、ARM9 instruction set）を採用しており、クロック周波数は90MHzである。
TI-Nspireはダイナミックに様々なアプリ間で変数を連携をする事ができる。例えば電卓アプリで方程式をxについて解いて、その横で方程式の解をグラフに描いて共有する、といったことが可能である。このような変数の連携はアプリの使用中にリアルタイムで行うことが可能である。
このような変数の連携の他に、PrettyprintによりTI-Nspireの画面に表示される数式は紙に書かれているような自然な表記が可能となっている。
TI-Nspireは最初に2つのモデルが販売された（2007年）。TI-Nspire（Numericバージョン）と TI-Nspire CAS（CASバージョン）である。
Numericバージョンはより大きくより高解像度な画面とフルキーボードを除けば、TI-84 Plusと機能が似ている。より高解像度な画面はさらに細部まで明確なグラフを描画可能である。Numericバージョンにない機能は不定積分と導関数のような代数学的方程式を解く機能である。
代数を扱える電卓の需要に応えるためにテキサス・インスツルメンツ社はTI-Nspire CASという名前のモデルも販売した（前述のCASバージョンのこと）。TI-Nspire CASのCASは Computer Algebra System（数式処理システム）を意味する。そのCASは大学生のためにのために設計され、Voyage 200 や TI-89 のように多くの代数学的方程式を計算する機能を提供している（TI-Nspireはそれらの旧機種の置換えを意識していた）。しかしながら、TI-Nspireは、機能限定バージョンのTI-BASICをサポートしており、後のバージョンではそれに加えてLua言語も使えたにも関わらず、以前のモデルにあったプログラミング機能と追加アプリをインストールする機能の一部を欠いていた。TI-84 Plus で公式に扱えたC言語とアセンブリ言語が使えないからである。TI-Nspireの場合、C言語とアセンブリ言語はジャイルブレイキングプログラムNdless（後述）を使ったときだけ利用できる。
TI-NspireとTI-Nspire CASは共に16MBのNAND型フラッシュ、20MBのSDRAM、そして512KBのNOR型フラッシュを搭載している。NAND型フラッシュはオペレーティングシステム (OS) とドキュメントを格納しており、実行可能なプログラムは配置できない（OSは圧縮されている）。SDRAMは解凍されたOSをロードし、使用中のドキュメントもロードされる。NORフラッシュはOSをロードするためのブートローダーを格納している。
他の全てのTIグラフ電卓のようにTI-Nspireシリーズはバックアップバッテリーを搭載していない。そのためバッテリーを外すと、SDRAMの内容は消えてしまう。そのため、バッテリーを一度外すと、電卓がNANDフラッシュからOSとファイルをロードする必要があるので、長い起動時間がかかる。

### TI-Nspire (TI-Nspire with ClickPad)

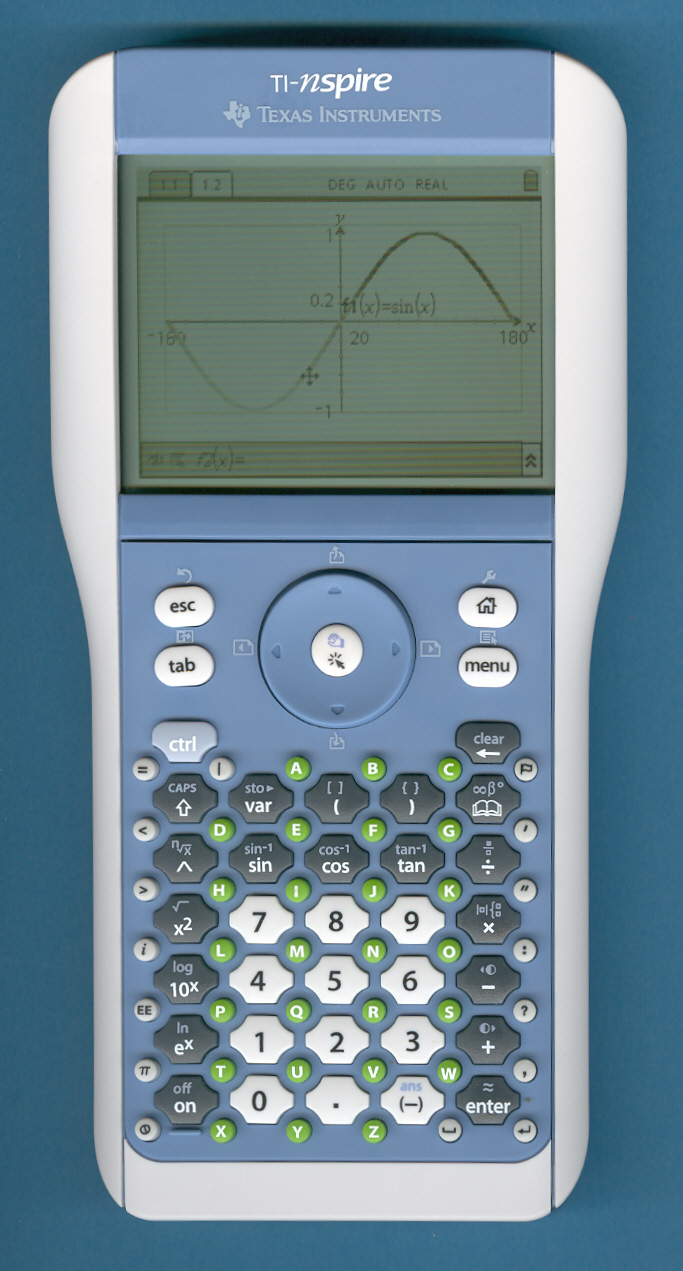
TI-Nspire

2007年発売。この標準的なTI-Nspireは特徴と機能をTI-84 Plusと同等にすることができる。この機種は交換可能なTI-84キーパッド（付属）とTI-84 Plus エミュレータによってTI-84モードを実現している。おそらくこの機種の狙っている購買層は、TI-84 Plusを使っているアメリカ合衆国の中等教育学校（日本の中学とは一致しない）、あるいはTI-83 シリーズとTI-84 Plusに対応している教科書を使っている中等教育学校であろう。TI-84モードによって、学校にTI-Nspireシリーズへの移行を容易に行わせることができる。
TI-NspireはQWERTYキーボードを搭載していないので、PSAT試験、SAT試験、SAT II試験、ACT試験、AP試験、そしてIB試験で持ち込み可能である。注意するべき点は後述の TI-Nspire CAS はACT試験とIB試験で使用が許可されていない。
TI-Nspireの試験に対応した特徴として、Press-to-Test mode (後述) という試験用の機能制限システムがある。この機能が動作していると最上部のLEDが点滅する。この機能はTI-Nspireシリーズの全ての機種に搭載されている。
本体の色は白と青である。
後に TI-Nspire with ClickPad という名称でも呼ばれるようになった。TI-Nspire with Touchpad と区別するためかもしれない。

### TI-Nspire CAS (TI-Nspire CAS with ClickPad)

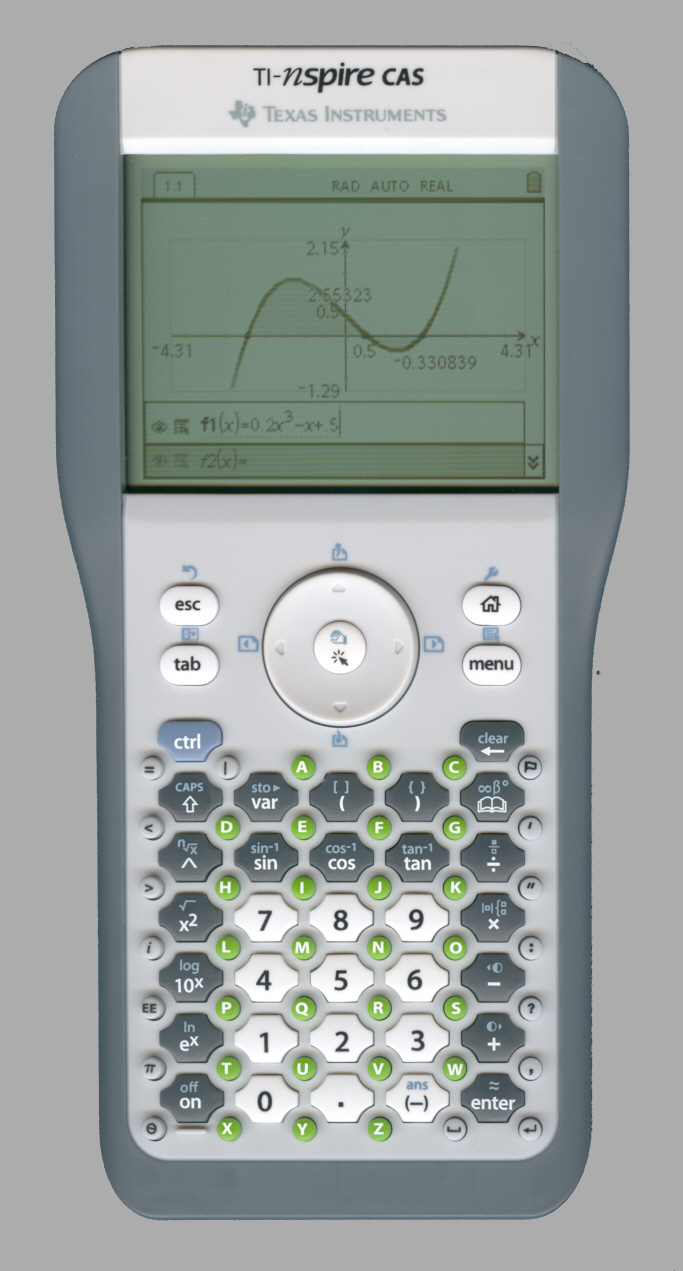
TI-Nspire CAS

2007年発売。TI-Nspire CASは数値を単純に表示するのと違って、記号的に表示・計算できる機能がある（例えば、1/3=0.333333ではなくて、分数でそのまま表示したり、ネイピア数eや円周率πも数値に直さずそのまま表示する）。
この機種は微積分に基づいた関数（極限、導関数、積分）だけでなく、代数的微分方程式ソルバー:deSolve()、行列の複素固有ベクトル:eigVc()も搭載している。このようにした理由は、TI-Nspire CASを TI-89 Titanium と Voyage 200 に匹敵するものにするためである。
TI-Nspireと異なり、TI-84キーパッドに換装することは出来ない。
この機種はSAT試験とAP試験で持ち込み可能である(QWERTYキーボードがないから)。しかし、CASがあるので、ACT試験、IB試験、British GCSE試験、そしてA level試験で使用できない。
本体の色は灰色と白である。
後に TI-Nspire CAS with ClickPad という名称でも呼ばれるようになった。TI-Nspire CAS with Touchpad と区別するためかもしれない。

### TI-Nspire with Touchpad / TI-Nspire CAS with Touchpad

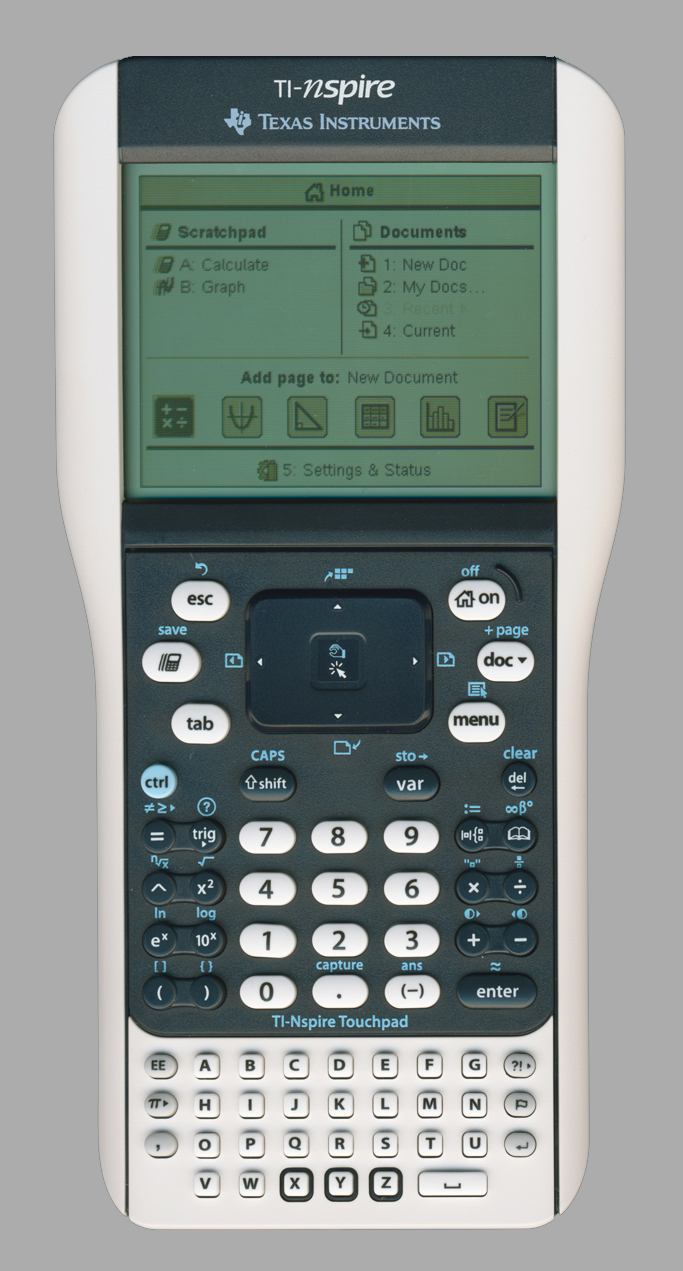
TI-Nspire with Touchpad（第2世代）

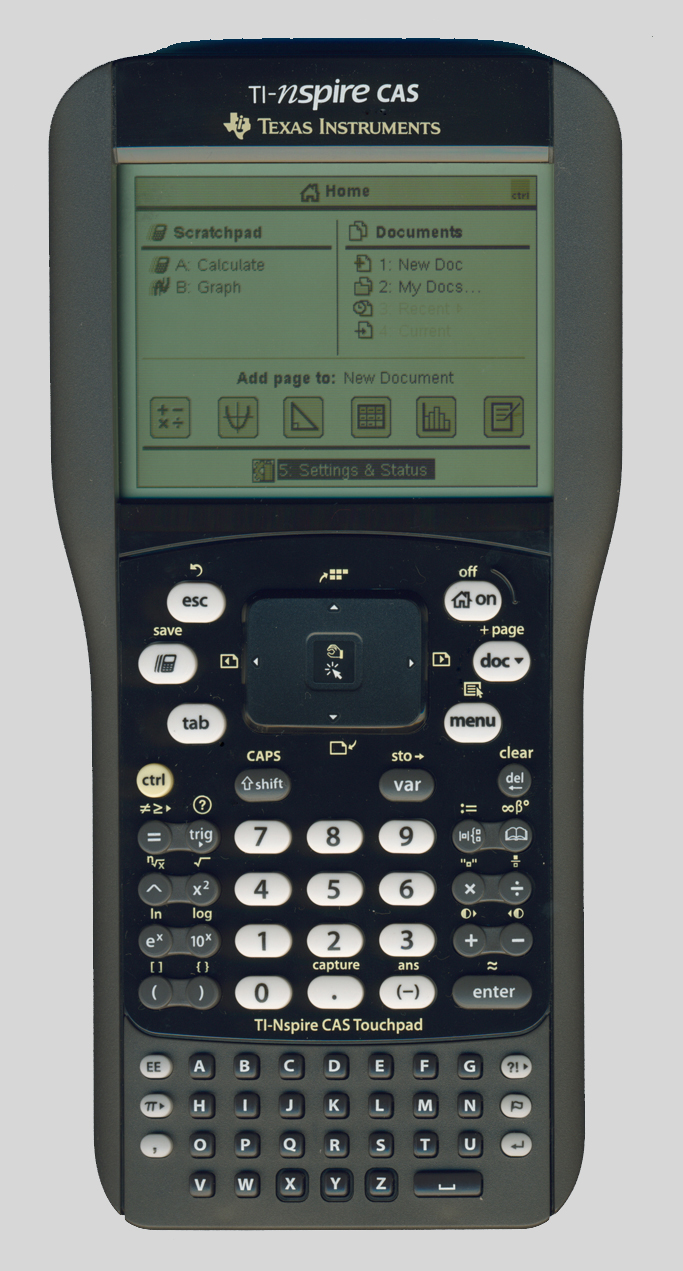
TI-Nspire CAS with Touchpad（第2世代）

2010年3月8日、テキサス・インスツルメンツ社は新型グラフ電卓 TI-Nspire with Touchpad と TI-Nspire CAS with Touchpad を発表した。アメリカ合衆国において、これらの新型電卓は TI-Nspire / TI-Nspire CAS を補完するものとしてTI社のウェブサイトに掲載された。それと同時にいくつかの他の国では、前機種の後継機種として紹介された。この機種はOS 2.0の更新と同時にリリースされた。このOSはユーザーインターフェースに多くの改良を施し、新しい機能を特徴としている。 
この機種のキーパッドは整理されたアルファベットキー（QWERTYではなくてABC順）がキーパッドの下部に配置されており、ナビゲーションに使われるタッチパッドの存在と相まって混雑したキーレイアウトを改善した。キーパッドはOS 2.0以上が動作する古い電卓と互換性もある。タッチパッドを搭載した新型電卓はオプションで充電式バッテリーを利用できた（基本的には単4電池×4本）。
TI-Nspire with Touchpad / TI-Nspire CAS with Touchpadの2機種に第2世代の機種が登場した。今までの各モデル（CASなしモデルとCASありモデル）は本体の色を変更しなかったが、第2世代の機種はCASなしモデルが白と黒、そしてCASありモデルが黒と灰色になった。

### EZ-Spot Teacher Packs

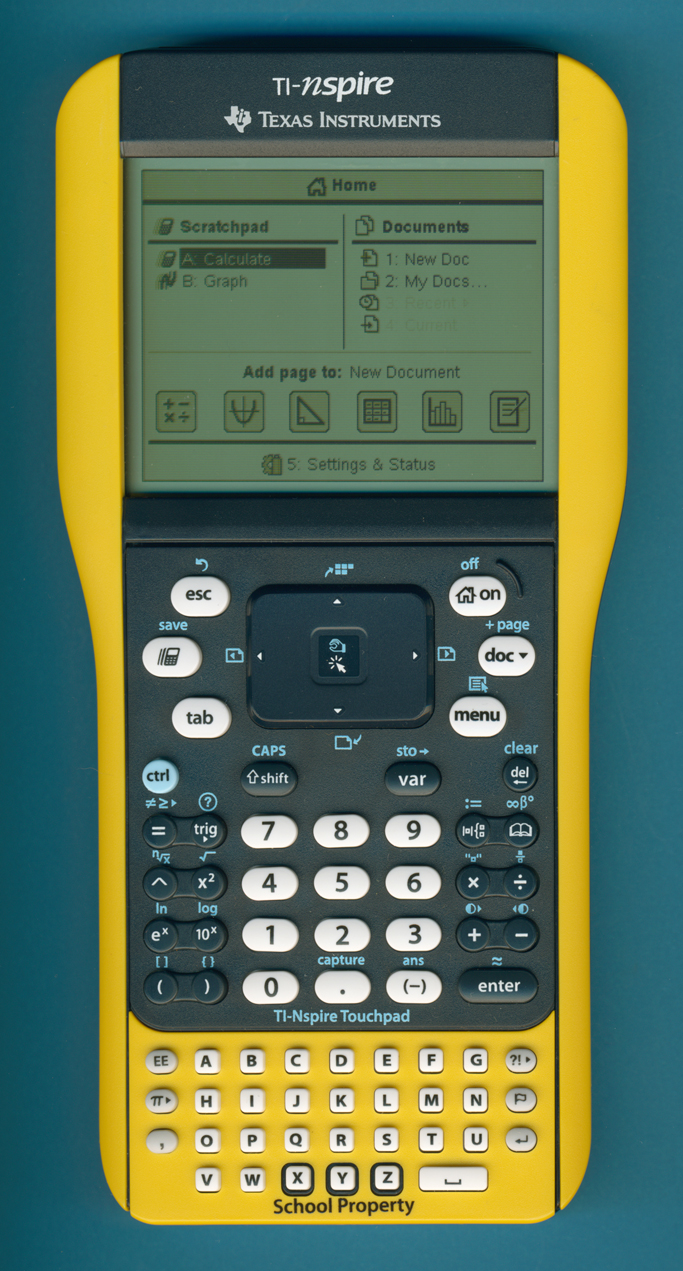
TI-Nspire with Touchpad (EZ-Spot)

学校が保有しているTI-Nspireシリーズ電卓の盗難を減らすために、テキサス・インスツルメンツ社は EZ-Spot Teacher Packs を発売した。そのパックに入っているTI-Nspireは明るい色で見つけやすい「スクールバスイエロー」色のバックカバーとスライドケースが装着されており、電卓の前面最下部に "School Property"（学校資産）と印刷されている。EZ-Spotバージョンと通常のバージョンは同じハードウェアであるが、見た目は異なるということになる。TI-Nspire with Touchpad以降に発売されたTI-Nspireシリーズは通常のものとEZ-Spotバージョンがある。

### TI-Nspire CX / TI-Nspire CX CAS

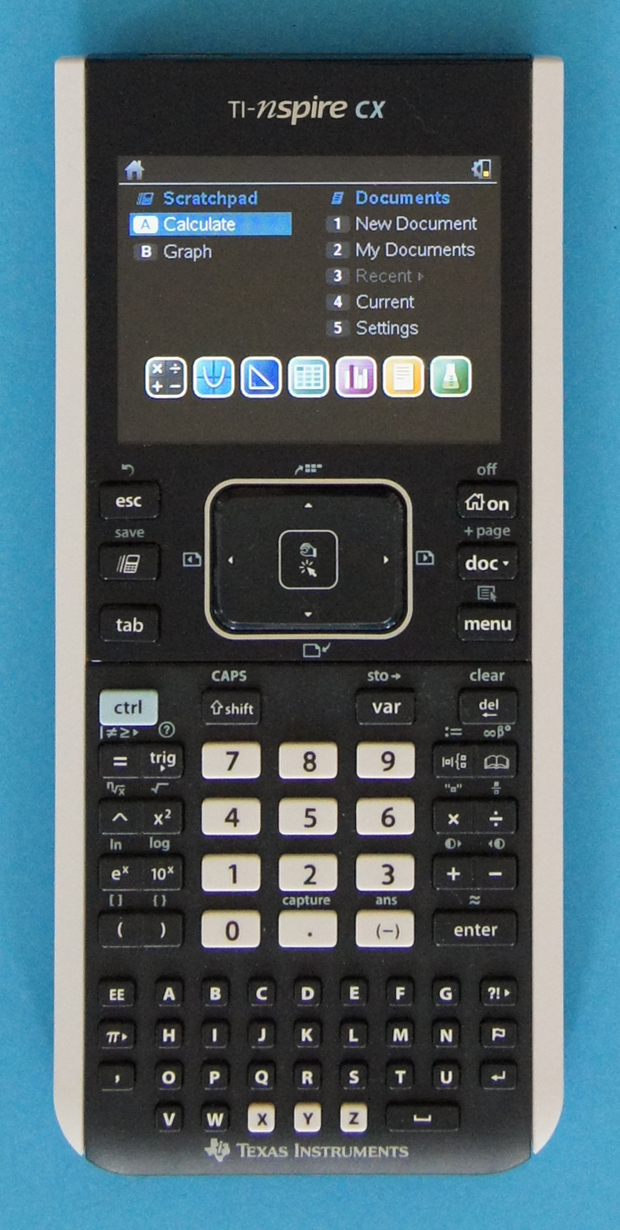
TI-Nspire CX

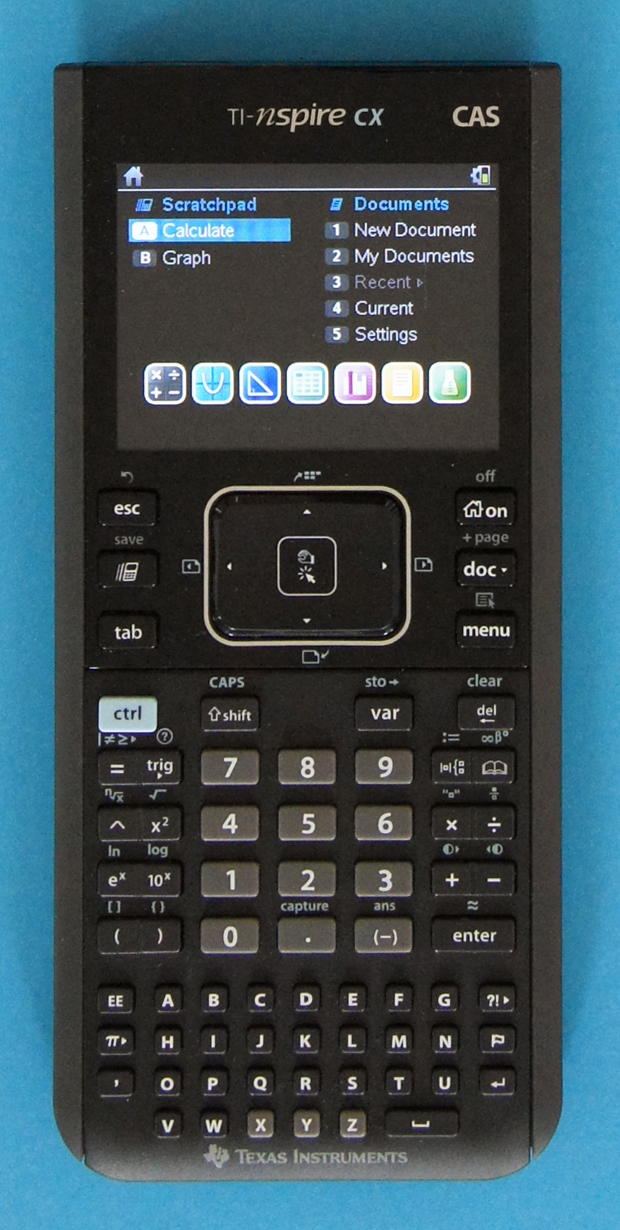
TI-Nspire CX CAS

2011年にTI-Nspireシリーズの最新機種TI-Nspire CX / TI-Nspire CX CAS が発売された。それらの機種はより薄くなり厚みは1.57cm（TI-89の約半分）、1200 mAhの充電式バッテリーを内蔵（アメリカ合衆国で販売されているものにはACアダプターが付属している）、320x240画素のフルカラーバックライト画面（対角3.2インチ）、そして3Dグラフィックス表示が可能なOS 3.0を搭載している。
テキサス・インスツルメンツ社はアメリカ合衆国の自社オンラインストアでTI-Nspire CXを$165、TI-Nspire CX CASを$175と価格表示している。TI-Nspire CXシリーズは Casio Prizm (fx-CG10) と同時期に発売された。Casio Prizmはカラー画面のグラフ電卓であり、似たような機能を持つが、$130であった。
TI-Nspire CX シリーズ（CX CASも含む）は初めて充電式 1060mAh リチウムイオンバッテリーを使っているという点で全ての今までのTI社グラフ電卓と異なっている（2013年型で1200mAhに向上している）。商品パッケージはバッテリー充電のためにACアダプタを同梱しているが、PCとUSB接続して充電することも可能である。TI社はバッテリーは充電に4時間かかり、完全充電状態で通常使用で2週間まで電力を供給でき、バッテリーは買い換える必要が生じるまで3年間使えると主張している。バッテリーはユーザーが交換可能であり、TI社の教育オンラインストアでアメリカ合衆国の場合$15で購入できる。
交換可能TI-84キーパッドが使えないことを除けば、TI-Nspire CX シリーズは以前のTI-Nspireモデルの全機能を搭載している。筐体の色は TI-Nspire with Touchpad / TI-Nspire CAS with Touchpad の第2世代の色と似ている。CXは白と黒であり、CX CASは灰色と黒である。外部端子はわずかに変更された。TI-Nspireシリーズの最上部の中央に位置したmini USB ポートはCXシリーズで右に移動した。CXシリーズにおいて、TI社はそのmini USB ポートのすぐ左側にワイヤレスモジュールのための第2のポートを追加した。新しいワイヤレス機能であるTI-Nspire Navigator adapterは生徒を監視し、ファイルを送ることを可能とする。この機能は以前のTI-Nspireシリーズのモデルと互換性がない。電卓の最下部に位置する第3のポートは充電ドック（TI Charging Dock）とクレイドル（Lab Cradle）のためにある。キーパッドの配置はTI-Nspire with Touchpadのそれと非常に似ている。
両モデル(CXとCX CAS)は100MBのユーザーメモリーと64MBのRAMを搭載している。 
販売用CXシリーズはプラスチックブリスターケース（透明で硬めのプラスチックのケース）に入っており、完全マニュアルが入っていない。一方、教員向けのCXシリーズは箱に入っており、教室に貼るTI-Nspire CXのポスターと完全マニュアル（アメリカ合衆国の場合、英語版とフランス語版）が付属する。どちらの製品もWindows/Mac OS X用の student/teacher software（後述のTI-Nspire ソフトウェアのこと）が付属している。
テキサス・インスツルメンツ社によると、TI-Nspire CXはSAT試験、IB試験、AP試験、ACT試験そしてBritish GCSE試験、そしてA level試験に持ち込み可能である。TI-Nspire CX CASはSAT試験とAP試験だけで持ち込み可能である。

### 中国バージョン
中国市場を狙った4つのモデルが特別な機能を搭載して販売されている。4モデル全てが中国語が印字されたキーボードを搭載している。
TI-Nspire CX-CとTI-Nspire CX-C CASモデルは、TI-Nspire CXとTI-Nspire CX CASに似ているが、中国語-英語辞書を搭載している。
TI-Nspire CM-CとTI-Nspire CM-C CASはそれらよりも安いモデルで流線形のデザインが特徴である。しかし、32MBのRAMしか搭載されておらず、ワイヤレスモジュールのポートもない。
中国バージョンのシステムは国際モデル（つまり中国バージョン以外）のシステムと互換性がない。

### TI-Nspire CX II / TI-Nspire CX II CAS
2019年1月に発表された。8年ぶりの新型。Pythonが使える様になった。
|          | 使用可能な Python modules |
| -------- | --- |
| Standard | __main__, ctypes, micropython, array, errno, random, binascii, gc, re, time, builtins, hashlib, sys, cmath, heapq, collections, math |
| TI       | ti_picture, ti_innovator, ti_draw, ti_st                                                                                             |

詳細はTI-Nspire CX II / TI-Nspire CX II CASを参照。

## TI-Nspire ソフトウェア（公式エミュレーター）
ハンドヘルド（実機）を購入すると同梱されている公式エミュレーターである。WindowsとMac OS X上で動作する。
TI-NspireソフトウェアはTI-Nspireシリーズのハンドヘルドと共存する存在である。このソフトウェアはTI-Nspireシリーズのハンドヘルドと同じ方法でドキュメントの作成、編集、保存ができる。しかしながら、このソフトウェアはTI-Nspireシリーズのハンドヘルドよりもかなり高速に動作する（PCのアーキテクチャに依存する）。その性能差はハードウェアアーキテクチャの違いとTI-Nspireソフトウェアとデバイスファームウェア間の違いが大半の原因である。ユーザーは実機あるいはTI-Nspireソフトウェアのどちらでもドキュメントの作成、変更ができるし、実機とTI-Nspireソフトウェアの間でシームレスにファイル交換ができる。
TI-Nspire ソフトウェアは現在のところ以下の4つのバージョンがある。
- TI-Nspire Student software(CASなし)[3]
- TI-Nspire Student software(CASあり)[4]
- TI-Nspire Teacher software(CASなし)[5]
- TI-Nspire Teacher software(CASあり)[5]

## 技術仕様

### TI-Nspire (TI-Nspire with ClickPad)
- 販売開始：2007年
- 製造終了：2010年
- CPU：TI-NS2006A（ARM926EJ-S、ARM9 instruction set）90MHz（OS 2.1から120 MHzに向上？[14]）
- ディスプレイ：白黒液晶（階調表示可能） 320×240画素（対角3.5インチ）
- NAND型フラッシュメモリ：16 MB [15]
- SDRAM：20 MB[15]
- 外部入出力：mini USB 電源：単4電池×4本[16]
- 重量：252 g
- 寸法：201 mm × 99 mm × 22 mm
- 備考：TI-84 Plusと同等のキーパッドに交換可能（TI-Nspire CASでは不可能）

### TI-Nspire CAS (TI-Nspire CAS with ClickPad)
- 販売開始：2007年
- 製造終了：2010年
- CPU：TI-NS2006A（ARM926EJ-S、ARM9 instruction set）90 MHz（OS 2.1から120 MHzに向上？[14]）
- ディスプレイ：白黒液晶（階調表示可能） 320×240画素（対角3.5インチ）
- NAND型フラッシュメモリ：16 MB[15][8]
- SDRAM：20 MB[15][8]
- 外部入出力：mini USB
- 電源：単4電池×4本
- 重量：252 g
- 寸法：201 mm × 99 mm × 22 mm

### TI-Nspire with Touchpad / TI-Nspire CAS with Touchpad
- 販売開始：2010年
- CPU：TI-NS2006A（ARM926EJ-S、ARM9 instruction set）90 MHz（OS 2.1から120 MHzに向上？[14]）
- ディスプレイ：白黒液晶（階調表示可能） 320×240画素（対角3.5インチ）
- NAND型フラッシュメモリ：16 MB（ユーザー利用可能は15 MB [17][18]）
- SDRAM：32 MB[17][18]
- 外部入出力：mini USB
- 電源：単4電池×4本（オプションで充電式バッテリーあり）
- 重量：280 g
- 寸法：198 mm × 99 mm × 22 mm

### TI-Nspire CX / TI-Nspire CX CAS
- 販売開始：2011年2月25日
- CPU：ARM系 132 MHz[14]? / 150 MHz[19]?
- ディスプレイ：カラー液晶(65536色) 320×240画素（対角3.2インチ）
- NAND型フラッシュメモリ：100MB
- SDRAM：64 MB
- 外部入出力：mini USB、ワイヤレスモジュール用端子、充電用端子
- 電源：充電式バッテリー(1060 mAh → 1200 mAh)、ACアダプター
- 重量：242 g
- 寸法：191 mm × 86 mm × 15 mm

### TI-Nspire CX II / TI-Nspire CX II CAS
- 販売開始：2019年3月
- 言語：TI-Nspire BASIC, Lua, Python
- ディスプレイ：カラー液晶 320×240画素（対角3.2インチ）
- NAND型フラッシュメモリ：128MB
- SDRAM：64 MB
- 外部入出力：mini-B USB(充電を兼ねる)、ワイヤレスモジュール用端子(日本の技適有無は不明)
- 電源：充電式バッテリー
- 重量：242 g
- 寸法：191 mm × 86 mm × 15 mm

## OS versions
- 1.0.491 (June 2006) - Prototypes
- 1.0.526 (September 2006) - Prototypes
- 1.1.8916 (Late 2006 / Early 2007) - Prototypes
- 1.1.9170 (May 7, 2007)
- 1.1.9253 (non-CAS version)
- 1.2.2394 (August 30, 2007)
- 1.3.2438 (January 8, 2008)
- 1.4.11643 (July 9, 2008)
- 1.6.4295 (October 29, 2008, released December 9, 2008)
- 1.7.2741 (May 19, 2009, released June 6, 2009)
- 1.8 (build 80) Dev (Late 2009) - Prototypes
- 2.0.0.1188 (March 5, 2010)
- 2.0.1.60 (May 3, 2010)
- 2.1.0.631 (July 17, 2010)
- 3.0.1.1753 (April 2011)
- 3.0.2.1791 (May 2011)
- 3.0.2.1793
- 3.1.0.392 (September 7, 2011)
- 3.2.0.1212 (June 2012)
- 3.2.0.1219 (June 2012)
- 3.2.3.1233 (December 2012)
- 3.2.4.1237
- 3.6.0.546 (December 2013)
- 3.6.0.550 (February 2014)
- 3.9.0.461 (May 2014)[20]
- 3.9.0.463 (June 2014) - 最初のモデル（TI-Nspire / TI-Nspire CAS）のための最後のバージョン
- 3.9.1.38
- 4.0.0.235 (March 2015)
- 4.0.3.29 (December 2015)
- 4.2.0.532 (February 2016)
- 4.3.0.702 (August 2016)

2016年11月現在のTI-Nspire電卓は2016年8月にリリースされたOSバージョン4.3.0.702を実行している。このOSは2007年から頻繁に更新されている（バグと正常に動作しない関数が原因である。ジェイルブレイク・エクスプロイト対策のパッチも一因）。最初にOSがリリースされた2006年から1年後のことである。
- 5.4

バージョン2.0、3.0、4.0は多くの機能を追加したメジャーアップグレードであった。

### OS 2.0で追加された機能
- スクラッチパッド（簡単かつ迅速な計算機およびグラフ機能）
- 新しく、より組織化されたホーム画面
- 計算機アプリケーションの変更点
  - （線形および非線形）方程式系の解法
  - 多項式の複素および実根
  - ある点における導関数
  - 多項式の余剰・商・係数・次数
  - 最大公約数
  - ステップおきの商の違い
  - 零行列の生成

- 新しいプログラミング機能
  - 電卓画面でのプログラミングが可能に
  - I/O関数の要請または強い要請
  - テキストの出力

- グラフアプリケーションの変更点
  - 値の切替表が可能に
  - オブジェクト選択ガイドが隠せるようになった
  - 数列グラフのカスタム
  - 10倍ズーム
  - グラフ解析メニュー
    - 零点
    - 最小点
    - 最大点
    - 交点
    - 変曲
    - 微分
    - 積分
- 新しい幾何アプリケーションはシンプルにグラフアプリケーションでのみ形が描けるようになった
- データおよび統計アプリケーションの変更点
  - XおよびYに変数および頻度を追加する事が可能に
- ノートアプリケーションの変更点
  - ノート内で計算が可能に
- グラフ設定ページ

### OS 3.0で追加された機能
OS 3.0はLuaで書かれているプログラムを実行する機能が追加された。
TI-Nspireソフトウェア(公式エミュレーター)で使用するTI-Nspireのドキュメントの中に画像を添付できる。それらの画像はTI-Nspireで表示できる。さらにTI-Nspire CXのフルカラー画面でも表示できる。画像の上にグラフを描画をすることができる。
Lab Cradleと一緒に使うデータ収集アプリケーションがOSに含まれるようになった。
微分方程式だけでなく、3Dグラフもサポートされた。他にも多くの機能が追加された。統計に関する関数の改良もされている。
OS 3.0.1は大量のバグを導入してしまったが、ほとんどのバグはOS 3.0.2で修正された。
OS 3.2では円錐曲線がグラフ描画できるようになった。そしてChem Boxという新しい化学機能は化学式を書くことを可能にした。OS 3.2はLuaプログラムの中で使用するChipmunk物理エンジンも搭載している。
OS 3.9では曲線で囲まれた面積の計算がグラフバー上で可能になった。

### OS 4.0で追加された機能
インディケーターが現在のアプリケーションで有効な角度モード（Degrees/Radians/Gradians）を表示するようになった。グラフのウィンドウ設定において、7/3や2*πのような正確な入力がウィンドウのカスタム設定の入力として使うことができるようになった。

## その他の特徴
一つの特徴は化学の授業で役立つ周期表を搭載していることである。
他のTI社グラフ電卓と同様にTI-Nspireは現実世界を測定するセンサーを使うことができる（Data acquisition）。例えば、Vernier EasyTemp、Vernier Go! Motion、Vernier Go! Temp、CBR2 motion detectorのようなセンサーが使える。
TI-Nspireは自作ソフトを実行させるためにハックされ続けてきた。OS 3.0のリリースに伴い、Luaスクリプト言語がサポートされている。Luaはエクスプロイト（ハックの一種）なしでサードパーティー製プログラムを実行させることができる。TI-Nspire用の50以上のサードパーティー製プログラムと機能が存在し、新しい機能を提供している。例えば、ラプラス変換、フーリエ変換、3階と4階微分方程式のようにデフォルトで搭載されていない機能である。

### Lab Cradle[33]
TI-Nspire Lab Cradleは1994年に発売された元祖 Calculator-Based Laboratory System (CBLシステム) のアイデアを引継いだものである。数学と科学のための小型で多目的なデータ収集装置である。CBLシステムは1999年に後継機のCBL 2に置換えられた。TI-Nspire Lab Cradleは3つのアナログ入力（サンプリングレートは10万サンプル毎秒まで）と2つのデジタルセンサーポートを備えている。大量のデータを扱うにはストレージの空き容量が32MB必要である。
TI-Nspire Lab CradleはTI-Nspire内部の充電バッテリーによって電力供給されている。そして、3つの異なった充電方法をサポートしている。ACアダプター、PCとUSBで接続、そしてTI-Nspire Cradle Charging Bay（Lab Cradleの充電器）である。テキサス・インスツルメンツ社によって販売されているTI-Nspire Lab Cradle はTI社とVernier Software社（オレゴン州ポートランド）の業務提携の一部として開発された。

### TI-Nspire Navigator System[34]
Navigator SystemはTI-Nspire Access Point（教師のPCに接続）とTI-Nspire Navigator Wireless Cradles（各電卓に装着）を使って、TI-Nspire電卓のネットワークを1台の教師のPCに接続することを可能にする。そのシステムはTI-Nspire Cradle Charging Bay（Navigator Wireless Cradlesの充電器）とワイヤレスルーターのように見えるメインシステム（Access Point ?）を含んでいる。Navigator Systemは最初の世代のTI-Nspireが発売されたときから利用できた。
しかし、TI-Nspire CX と CX CAS が販売されたとき、それらに対応した新型ワイヤレスアダプタ（Navigator Wireless Cradles）はより小型になったものの TI-Nspire(CAS版含む) と TI-Nspire Touchpad(CAS版含む)との互換性がないと公表された。

### Press-to-Test
Press-to-Testは制限時間内で電卓内のドキュメント閲覧とTI-Nspireの特定の機能を制限する機能である。その目的は定期試験や入学試験におけるカンニングを防ぐためである。Press-to-Test は電卓で有効にしたいとき特定のボタンの組合せを押すことによって有効になる。Press-to-Testによって無効化された機能（例えば、3Dグラフとグラフのドラッグ＆ドロップ）は選択して有効にできるが、ドキュメントの閲覧は常に禁止されている。ハンドヘルドがPress-to-Testモードで動作しているとき、最上部にあるLEDがPress-to-Testモードで動作していることを知らせるために点滅する。Press-to-Testは他のTI-Nspire電卓あるいはTI-Nspireソフトウェア（公式エミュレータ）がインストールされたPCと接続することによってのみ解除できる。バッテリーを外したり、リセットボタンを押してもPress-to-Testを解除することはできない。

### Ndless
Ndless（Ndl3ssとも呼ばれる）はTI-Nspire用のサードパーティ製ジェイルブレイクソフトウェアである。NdlessはC言語、C++言語、ARMアセンブリ言語のようなネイティブプログラム（機械語にコンパイルされる言語）の実行を可能にする。Ndlessは Olivier Armand と Geoffrey Anneheim によって最初に開発された。そして、TI-Nspire with ClickPad（CASも含む）ハンドヘルド用に2010年2月にリリースされた。Omnimaga や TI-Planet のような組織がNdlessの普及に努め、NdlessとNdlessプログラムのコミュニティを形成した。
Ndlessを使うと、低レベル操作を実現できる。例えば、オーバークロックをすることによってTI-Nspireハンドヘルドをさらに高速に動作させることができる。同様にダウングレードアタック（コンピューターのセキュリティを低下させる攻撃）に対する対策も突破することができる。付け加えると、ゲームボーイ、ゲームボーイアドバンス、そして任天堂エンタテインメントシステム（アメリカ版ファミコン）の各エミュレーターはNdlessを使ったTI-Nspireハンドヘルド上で実行できる。Ndlessによって動作する主なプログラムの中にはゲーム"Doom"もある。
テキサス・インスツルメンツ社によってサポートされているLuaスクリプト言語と違って、NdlessはTI社によって積極的に妨害されている。OSが新しくなる度にOSはNdlessをユーザーの操作から遮断しようとする。